# برنارد راودون رايلي

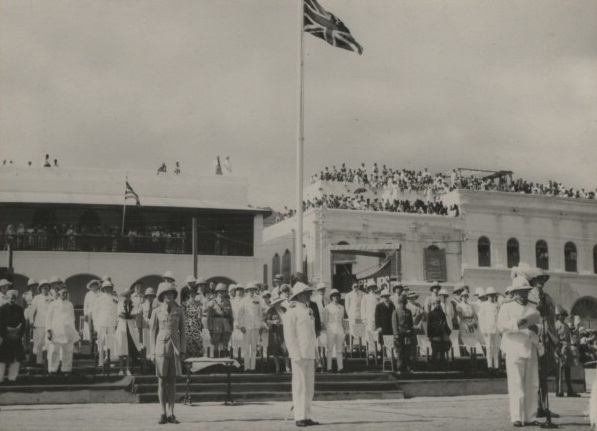
رايلي يترأس احتفال عدن المئوي عام 1939

السير برنارد راودون رايلي (1882-1966) كان دبلوماسيًا بريطانيًا بارزًا وحاكمًا استعماريًا، نشطًا في حكومة عدن بين عامي 1908 و1940، وأول حاكم لعدن بين عامي 1937 و1940.

## سيرة شخصية
ولد السير برنارد رايلي في 25 مارس 1882 في دورنجتون، ويلتشير، وتلقى تعليمه في مدرسة بيدفورد ودخل الجيش الهندي البريطاني في عام 1902. انتقل إلى الدائرة السياسية في عام 1908 وأرسل إلى عدن، ثم كانت تحت سيطرة رئاسة بومباي.
تم تعيين رايلي مقيمًا في عدن بين عامي 1931 و 1932، رئيس مفوض عدن (بعد نقل إدارة عدن إلى حكومة الهند في دلهي ) بين عامي 1932 و 1937، وحاكم عدن (بعد أن أصبحت عدن مستعمرة بريطانية تحت السيطرة. المكتب الاستعماري في لندن) بين عامي 1937 و1940. في عام 1940، غادر رايلي عدن للانضمام إلى المكتب الاستعماري، وقضى الحرب العالمية الثانية في لندن.

## الوفاه
توفي السير برنارد رايلي في لندن في 28 أكتوبر 1966 ودفن في وينشستر.